# Trambulin

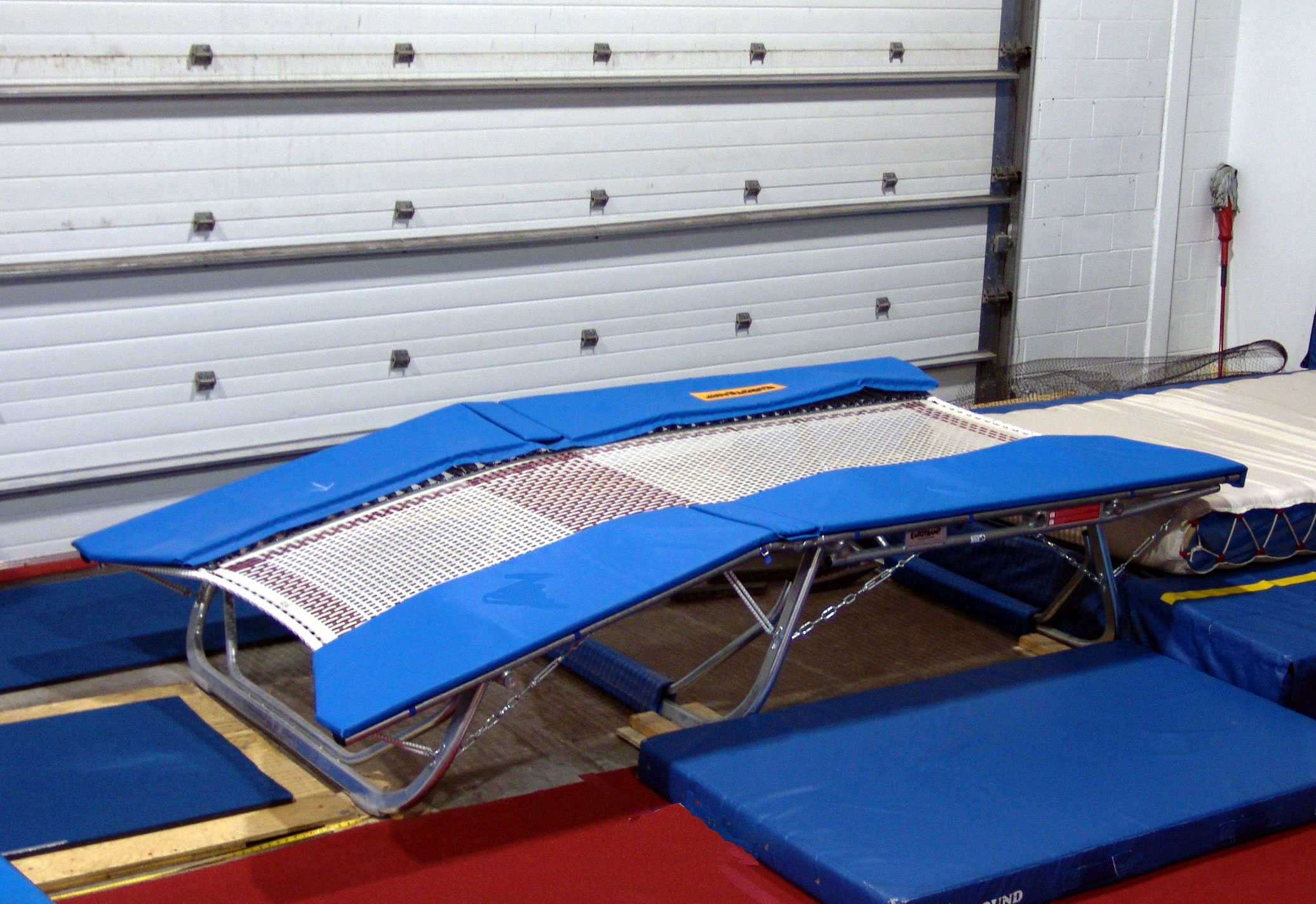
Kis méretű trambulin

A gumiasztal más néven trampolin v. trambulin egy világszerte óriási népszerűségnek örvendő olimpiai sportág. Az olimpiai játékok műsorán 2000 óta szerepel a sportág.
A versenyzők egy 6 x 4 méteres, másfél méter magas rugalmas hálón mutatják be a 10 elemből álló gyakorlatukat. A legjobb versenyzők átlagéletkora 26-28 év, de az alapokkal való ismerkedést már 5-6 éves korban el lehet kezdeni.
Az ugróasztal ugrófelülete 505x291 centiméteres, és a közepén kell végrehajtani a gyakorlatot. Külön be van jelölve egy ugrózóna (215x108 cm), ha ezen kívül ugrik a versenyző, büntetést kaphat, levonással sújthatják a bírók. Az asztal szélén, körben a rugók felett, védő műanyag van elhelyezve, az asztal előtt és mögött biztonsági emelvény található, amelyen 2x3 méteres műanyag csökkenti a sérülésveszélyt.
Versenyszámok: egyéni, csapat és páros (szinkron) versenyek.
Hazánkban 2002-ben kezdetek el a sportággal foglalkozni. Jelenleg 8 egyesület körülbelül 250-300 igazolt versenyzője rendszeres szereplője a diákolimpiai és a magyar bajnoki versenyeknek, ahol a versenyzők "A" és "B" kategóriában mérhetik össze tudásukat.

## Versenyek rendszere
Egyéni versenyen két gyakorlatot mutatnak be a versenyzők. Egy kötelező, egy szabadon választott gyakorlatot, mind a két gyakorlat tíz elemből áll. A két gyakorlatért kapott pontszámot összeadják, és ez jelenti a selejtezőversenyre kapott pontszámot. A legjobb nyolc jut a döntőbe, de ez csak országonként két versenyző, itt egy szabadon választott gyakorlatot mutatnak be fordított sorrendben. A nyolcadik kezdi a döntőt, az első utoljára mutatja be a produkcióját. A páros versenyen ugyanezek a szabályok érvényesek, annyi különbséggel, hogy a döntőbe csak országonként egy páros jut.
A csapatversenyben négytagú együttesek versengenek, a legjobb három versenyző selejtezőben elért eredményét adják össze. A legjobb öt csapat kerül a döntőbe.

## Gyakorlatanyag
A gyakorlatoknak tíz különböző elemből kell állniuk.
Az első gyakorlatban a kivitelezés a meghatározó, de két igen magas értékű elemet meg kell jelölnie a versenyzőnek, melynek nehézségi értéke hozzáadódik az első gyakorlat kiviteli pontszámához, de ezt a két elemet NEM mutathatja be értékelhető elemként a második gyakorlatban.
A második gyakorlatnál fontos a minél magasabb kiinduló nehézségi pontszám, nincsenek speciális követelmények - de a technikai, kiviteli levonások itt is nagyon meghatározóak. Az esetben ha a fenék, a kéz vagy a térd hozzáér az asztal hálójához a gyakorlat során, ha a láb megérinti a védőszőnyeget vagy kiesik a tornász a biztonsági emelvényre, vége a gyakorlatnak.

## Pontozás
Az első gyakorlatra kiviteli pontszámot kapnak a versenyzők, de két választott elem nehézségi értékét is hozzáadják az első gyakorlathoz.
Öt bíró tíz pontból pontozza a technikai hibákat. A legmagasabb és legalacsonyabb kiesik, a középső hármat összeadják, így harminc + 2 magas nehézségi értékű elem összpontszámából indul az első gyakorlat, melynek végső pontszáma a legjobbaknál általában 27-28 pont körül várható.
A második gyakorlat értékelésénél figyelembe veszik a gyakorlat nehézségi fokát, de nem lehet bemutatni az első gyakorlat két kiemelt elemét. A nehézségi pontot hozzáadják a második gyakorlat kiviteli pontszámához, aminek kiszámítása ugyanúgy történik, mint az első gyakorlatnál. Mivel mindenki minél magasabb pontszámot szeretne szerezni, ezért magas értékű elemeket épít be a gyakorlatába, különböző dupla és tripla szaltókat. Érdekesség, hogy a legjobb férfi versenyzők 15,50-16,80 pontból induló gyakorlatokkal versenyeznek, tehát az elérhető pontszámuk a selejtezőben 75-76 pont, amiből 71-72 pontot el is ér a legjobb egy-két versenyző.